# Thomas Hunt Morgan

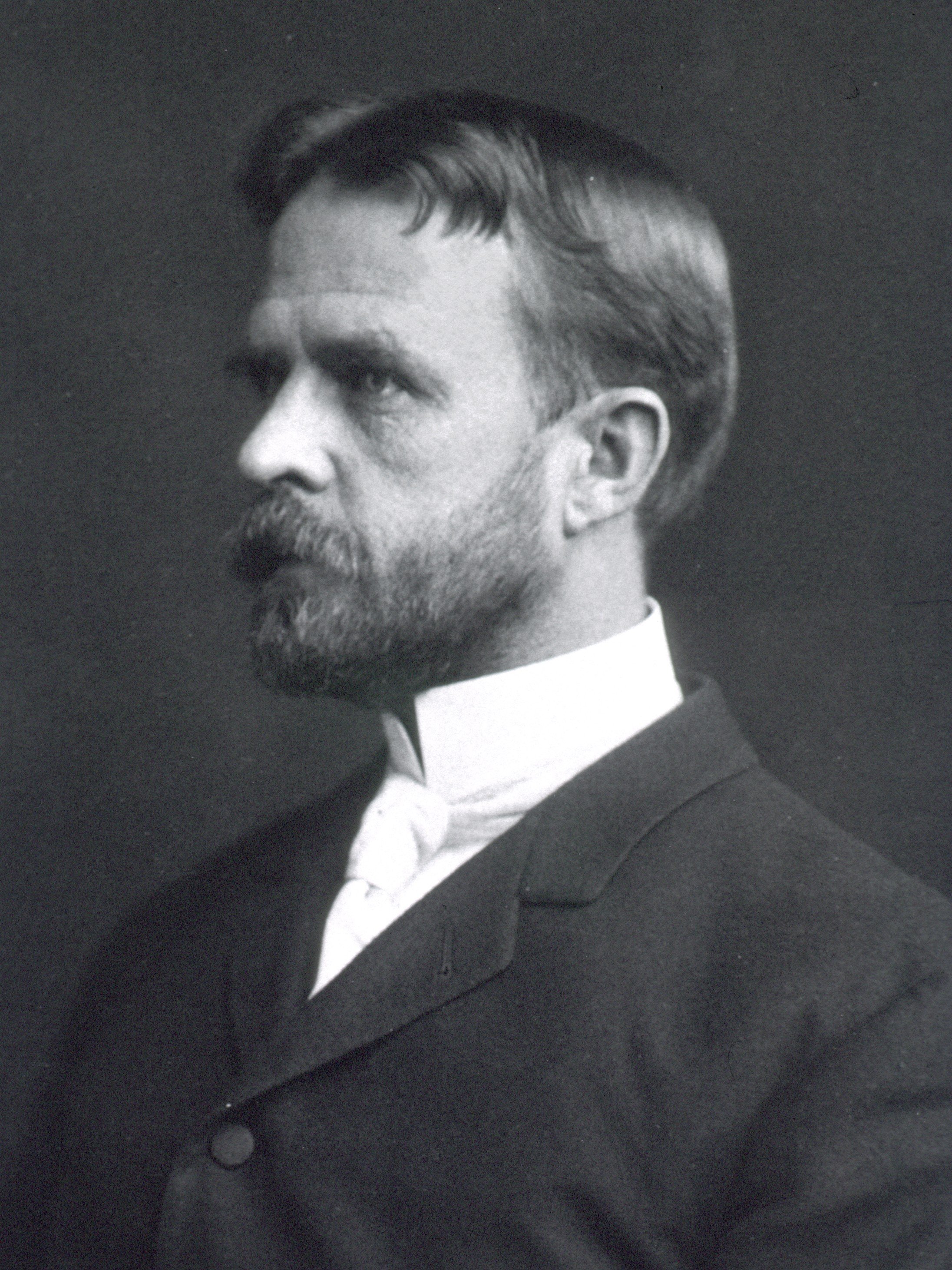
Thomas Hunt Morgan (1891)

Thomas Hunt Morgan (* 25. September 1866 in Lexington, Kentucky; † 4. Dezember 1945 in Pasadena, Kalifornien) war ein US-amerikanischer Zoologe und Genetiker, der durch 1908 bis 1910 durchgeführte Kreuzungsversuche mit der Taufliege Drosophila melanogaster die grundlegende Struktur der Chromosomen aufklärte. Er entdeckte, dass die Gene (Erbanlagen) nacheinander auf den Chromosomen liegen und ermittelte ihre Reihenfolge und Abstände zueinander. Seine Ergebnisse fasste er in Chromosomenkarten (Genkarten) zusammen. Er führte somit die Arbeit von Edmund B. Wilson und Nettie Stevens fort.
1933 erhielt er den Nobelpreis für Medizin. Er gilt als einer der führenden Biologen des ausgehenden 19. und frühen 20. Jahrhunderts. Nach ihm ist die Einheit centiMorgan benannt.

## Leben

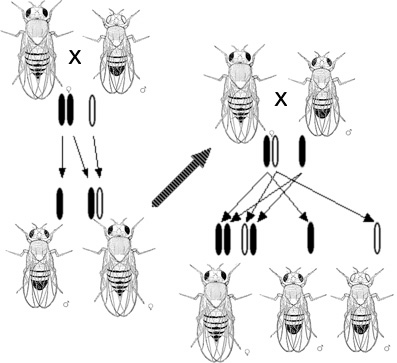
Vererbung der Augenfarbe bei Taufliegen nach Morgan

Thomas Hunt Morgan wurde in Lexington, Kentucky geboren. Sein Studium der Biologie an der University of Kentucky schloss er 1888 mit dem Master ab. Er promovierte 1890 an der Johns-Hopkins-Universität. Nachdem die „mendelschen Gesetze“ (heute: mendelsche Regeln) um 1900 unter anderem aufgrund der Arbeiten von Hugo de Vries wiederentdeckt wurden, begann er sich für die Vererbungslehre zu interessieren. Von 1908 an unternahm er zwei Jahre lang Kreuzungsversuche mit Taufliegen, ohne Ergebnisse zu erzielen. 1910 entdeckte er unter den normalerweise rotäugigen Fliegen einen männlichen weißäugigen Mutanten. Bei Kreuzungen dieser Fliege mit einem rotäugigen Weibchen waren die Nachkommen der ersten Generation sämtlich rotäugig, was darauf schließen ließ, dass die Erbanlage für dieses Merkmal rezessiv vererbt wurde. Bei Kreuzungen der Nachkommen untereinander hatte die Hälfte der so erzeugten männlichen Fliegen weiße Augen. Morgan schloss daraus, dass die Anlage für die Augenfarbe auf dem X-Chromosom liegt und mit diesem vererbt wird. Seine Vererbungsversuche führten dann zur Kenntnis der geschlechtsbestimmenden Bedeutung des X-Chromosom.
Dieser erste Erfolg war der Anlass, mit seinen Studenten die Vererbungscharakteristiken tausender Generationen von Fruchtfliegen (Drosophila melanogaster) zu untersuchen, um daraus zu schließen, wie die Gene auf den Chromosomen angeordnet sind. Die Forschung an Fruchtfliegen war von Nettie Stevens in Morgans Labor initiiert worden. Sie beschrieb auch gleichzeitig mit Edmund B. Wilson die chromosomengebundene Vererbung des Geschlechts, auf deren Arbeit Morgan aufbauen konnte. Nach 1928 setzte Morgan seine Forschungen am California Institute of Technology fort.
Thomas Hunt Morgan heiratete 1904 die Biologin Lilian Vaughan Sampson und hatte vier Kinder (einen Sohn und drei Töchter). Seine Tochter Isabel Morgan war eine bedeutende Virologin an der Johns-Hopkins-Universität.

## Auszeichnungen und Ehrungen
Seit 1915 war Morgan Mitglied der American Philosophical Society. 1919 wurde er als „Foreign Member“ in die Royal Society gewählt, die ihn 1924 mit der Darwin-Medaille und 1939 mit der Copley-Medaille auszeichnete. Von 1927 bis 1931 war er Präsident der National Academy of Sciences, deren Mitglied er seit 1909 war. 1928 wurde Morgan in die American Academy of Arts and Sciences gewählt. Im selben Jahr wurde er zum auswärtigen Mitglied der Göttinger Akademie der Wissenschaften gewählt. Die Königliche Akademie von Belgien nahm ihn 1930 als assoziiertes und die Königlich Niederländische Akademie der Wissenschaften 1931 als auswärtiges Mitglied auf. 1931 wurde er korrespondierendes und 1938 auswärtiges Mitglied (associé étranger) der Académie des sciences in Paris. 1933 erhielt er den Nobelpreis für Medizin. 1934 wurde er Ehrenmitglied (Honorary Fellow) der Royal Society of Edinburgh. 1935 wurde er als korrespondierendes Mitglied in die Preußische Akademie der Wissenschaften aufgenommen. Ab 1923 war er korrespondierendes und ab 1932 Ehrenmitglied der Sowjetischen Akademie der Wissenschaften.

## Nachwirken
In der Sowjetunion wurden die Lehren Morgans samt denen Gregor Mendels und August Weismanns und damit die moderne Vererbungslehre an sich im Rahmen der „Augustsitzung“ (31. Juli–7. August 1948) der Sowjetische Akademie für Landwirtschaftswissenschaften verworfen und bis in die 1960er Jahre offiziell gebannt. Dies hatte katastrophale Auswirkungen auf die Landwirtschaft in der Sowjetunion und nicht zuletzt in der Volksrepublik China während der Kulturrevolution.
Morgan beeinflusste die Genetik auch nach seinem Leben: Einige seiner Studenten und Forschungsassistenten sind selber in den darauffolgenden Jahren mit dem Nobelpreis ausgezeichnet worden. Dazu zählen George Wells Beadle, Edward B. Lewis und Hermann Joseph Muller. Zum Gedenken an Morgan verleiht die „Genetics Society of America“ jährlich die Thomas Hunt Morgan Medal an Forscher, die einen wesentlichen Beitrag zur Wissenschaft der Genetik geleistet haben.
Der Nobelpreisträger Eric Richard Kandel hat den Beitrag Morgans zur Genetik und Biologie mit folgenden Worten zusammengefasst:
„Much as Darwin’s insights into the evolution of animal species first gave coherence to nineteenth-century biology as a descriptive science, Morgan’s findings about genes and their location on chromosomes helped transform biology into an experimental science.“